# Parepione dichroma
Parepione dichroma är en fjärilsart som beskrevs av Eugen Wehrli 1940. Parepione dichroma ingår i släktet Parepione och familjen mätare. Inga underarter finns listade i Catalogue of Life.